# كين ديوك
كين ديوك (بالإنجليزية: Ken Duke)‏ هو لاعب غولف أمريكي، ولد في 29 يناير 1969 في هوب في الولايات المتحدة.

## وصلات خارجية
- الموقع الرسمي
- كين ديوك على موقع رابطة لاعبي الغولف المحترفين (الإنجليزية)
- كين ديوك على موقع التصنيف العالمي الرسمي للغولف (الإنجليزية)